# 陳惟儉
陳惟儉（1883年—1951年），字廉斋，浙江嘉兴平湖人，光緒年間报人，浙江名流。

## 生平
1897年与蔡伯华、张继勋、张馥哉在平湖创办日出一小张的《平湖白话报》，陈惟俭任经理。时值戊戌政变，該報鼓吹革命，馆报遭清吏捣毁，报纸禁办。陈惟俭后来毕业于广西陆军讲武堂步兵科，又至日本东京政治大学政治经济学科留學。1912年入中國同盟會。
1926年当选为中國国民党浙江省党部执行委员，历任浙江省警察厅保安总队长、浙江省警察厅督察长、江苏省淮阴区专员、国民政府内政部警政司司长、江苏省第三区行政督察专员兼保安司令、上海市参议员等职。在家乡新仓从事社会公益事业，除建造讲演厅、运动场，还亲自发起芦川旅外学生募捐建校等公益活动。
妻沈雪如於抗戰期間病逝，陳惟儉於1951年在故鄉過世。子女陈意子、陈又军1949年遷臺。
外曾孫為美籍華人籃球明星林書豪、林書緯。

## 家庭
- 妻子：沈雪如
  - 长女：陈意子
    - 外孙女：趙倍倍，夫婿盧原先
      - 外曾孫：盧穎、盧知源

    - 外孙女：吳信信，夫婿林繼明
      - 外曾孫：林書雅、林書豪、林書緯

  - 次女：陳意烈
  - 長子：陳和
  - 次子：陈又军

陈意子与陈又军兩姊弟1998年以父母名字设立陈惟俭沈雪如奖学金，每年向浙江平湖中学捐赠2000美元。
2011年5月，外曾孫林書豪随父母回浙江平湖祭祖。